# Vanguart
Vanguart é uma banda brasileira de indie rock formada no ano de 2002 em Cuiabá, Mato Grosso, pelo vocalista e violonista Helio Flanders.

## História
Originalmente, Vanguart (nome retirado de um vídeo sobre Andy Warhol) era um ato solo de Helio Flanders, logo após sair de um grupo de glam rock. Em seu quarto, Helio tocava violão, teclado e cantava, mandando tudo para o computador. Antes de ir para a Bolívia numa espécie de auto-exílio, no ano de 2003, Helio gravou dois discos: Ready To... e The Noon Moon, que não chegaram a ser oficialmente lançados, foram apenas distribuídos para amigos próximos. Em entrevista à revista Outracoisa, em julho de 2007 Helio disse: "O 'The Noon Moon' tinha canções que a gente regravou num EP, é um disco que dá para entender o que é o Vanguart. Além disso, chamei o Reginaldo para produzir comigo, então podemos dizer que já era um anúncio do que viria".
O EP em questão foi o primeiro registro do Vanguart como banda, Before Vallegrand. As músicas regravadas foram "Blood Talkin'" e "Rainy Day Song", incluídas no EP Before Vallegrand, lançado no ano de 2005 quando Vanguart já era uma banda, composta por Helio (vocal e violão) David Dafré (guitarra), Reginaldo Lincoln (baixo), Luiz Lazzaroto (teclado) e Douglas Godoy (bateria).
Em 2005, a banda começou a participar de festivais independentes, o que fez com que seu som chegasse a outras pessoas.
Em 2006, foi lançado o single "Semáforo", que fez muito sucesso na cena independente do Brasil levando a banda para sua primeira aparição em rede nacional, no programa Banda Antes da MTV Brasil. Em dezembro de 2006, o grupo entrou em estúdio para gravar seu primeiro álbum, Vanguart. O álbum foi lançado em julho de 2007 na revista Outracoisa. O álbum arrebatou crítica e público e figurou em praticamente todas as listas de melhores daquele ano.
Em 31 de agosto de 2007, a banda foi ao ar na Rede Globo de Televisão, como convidados do programa Som Brasil que, naquela data, homenageou o cantor Raul Seixas. O Vanguart tocou, dentre outras músicas, "Cowboy Fora da Lei" e "Rock das 'Aranha'". Outros convidados deste programa foram o artista Lobão (dono da revista Outracoisa, responsável pelo lançamento do primeiro álbum do grupo), o grupo Móveis Coloniais de Acaju e a cantora Anna Luiza.
Em 26 de abril de 2008, a Vanguart se apresentou na Virada Cultural, evento que ocorre em São Paulo, no Palco Festivais Independentes, junto com bandas como Mundo Livre S/A, Luisa Mandou Um Beijo, Los Porongas, entre diversos outros artistas. Ainda em 2008, no dia 11 de dezembro, no Avenida Club, em São Paulo (SP), a banda gravou o CD e DVD "Multishow Registro: Vanguart", que contou com a participação dos convidados: Mallu Magalhães, Maestro Arthur de Faria e Luis Carlini. O trabalho contava com canções do primeiro álbum como "Semáforo" e "Cachaça", uma versão para "O Mar" de Dorival Caymmi e mais 6 canções inéditas: "Hemisfério", "Mexico Dear Blues", "Entre Ele e Você", "You Know Me So Well" e "Promessas de Navegação". O DVD rendeu a presença da banda em vários programas importantes como Altas Horas e Programa do Jô, da Rede Globo.
Em 2009, estrearam shows baseados nas canções dos Beatles, amparados pela roupagem folk do grupo.
Em 2011, após quatro anos desde o primeiro álbum de estúdio a banda lançou  "Boa Parte de Mim Vai Embora", composto por 13 faixas e distribuído pela gravadora carioca Deck. O disco conta com a participação da violinista Fernanda Kostchak e teve como canção single "Mi Vida Eres Tu" (Helio Flanders/Reginaldo Lincoln) que ganhou clipe de Ricardo Spencer.
No início de 2012 o Vanguart participou do projeto de comemoração dos 100 anos de nascimento de Luiz Gonzaga idealizado pelo produtor Thiago Marques Luiz, gravando uma versão folk para "Assum Preto" no álbum duplo "100 Anos de Gonzagão". No mesmo ano a Vanguart conquistou o prêmio de melhor banda no VMB 2012.
Em março de 2013, o grupo entrou no recém reformado Estúdio Tambor, onde gravaram 12 músicas inéditas. O conceito era muito mais ensolarado que o trabalho anterior, considerado denso por alguns. Com uma produção conjunta de Rafael Ramos e Vanguart, o terceiro disco de estúdio chamado Muito Mais Que o Amor foi lançado em agosto do mesmo ano pela Deck, com a presença da violinista Fernanda Kostchak, que se tornava integrante fixa do grupo. A faixa “Meu Sol” deste álbum apareceu na trilha sonora da novela "Além do Horizonte".
Em 2017, um ano após o DVD Muito Mais Que o Amor ao Vivo, a banda quebra um hiato de quatro anos sem lançar álbuns de estúdio e lança Beijo Estranho, primeiro disco sem as presenças de Douglas Godoy e Luiz Lazzaroto e que foi eleito o 11º melhor disco brasileiro de 2017 pela revista Rolling Stone Brasil.
Em março de 2018, a banda se apresenta no festival Lollapalooza, em São Paulo. No mesmo ano, a música "Meu Sol" fez parte do álbum #JUNTOS, projeto internacional sobre a doação de órgãos idealizado em 2014 pelo cantor Bruno Saike.
Em 2019, focando na obra de uma das suas referências, lançam no dia 28 de junho o álbum Sings Bob Dylan, disco de releituras em homenagem ao astro do folk norte-americano. No fim do mesmo ano, lançam o single “Sente”. Ainda neste ano, a música "Estive" foi incluída na série "Shippados".
Em 20 de maio de 2020, lançam o single "Encontro Adiado", música que sobrou das sessões de gravação do disco Muito Mais Que O Amor, terceiro álbum do grupo. Em setembro, lançam outro single, "O amor é Assim".
Em 17 de setembro de 2021, lançam Intervenção Lunar pela gravadora Deck, um disco acústico que segue essencialmente por trilha folk, pontuada pelo toque do violino. Um segundo álbum, chamado Oceano Rubi, já está pronto e tem lançamento previsto para 2022, com mais músicas inéditas.
Em 18 de março de 2022, apresentam o single "Amar", música de Tom Zé apresentada no álbum The hips of tradition – The return of Tom Zé, para o tributo "Uma onda para Tom Zé".
Em agosto de 2024, têm apresentação marcada em Cuiabá, no Festival Baguncinha.

## Influências
O Vanguart é bastante influenciado por artistas de rock alternativo, blues e rock clássico, tais como Johnny Cash, Bob Dylan, Lobão, The Beach Boys, The Velvet Underground, The Beatles e Neil Young como também de estilos musicais típicos de Mato Grosso.
Seu repertório inclui músicas em três idiomas: português, inglês e espanhol. Essa variação linguística foi um dos principais impasses na hora de selecionar as músicas que fariam parte de seu primeiro álbum. Segundo Helio Flanders, "Todo mundo queria um disco em português."

## Integrantes

### Atuais
- Hélio Flanders (voz, violão, gaita, trompete, bandolim, guitarra, piano rhodes, vocal)
- Reginaldo Lincoln (voz, baixo, vocal, bandolim)

### Ex-integrantes
- Douglas Godoy (bateria e percussão)
- Luiz Lazzaroto (teclado, piano, piano rhodes, baixo, vocal)
- Marcelo Effori (bateria e percussão)
- Julio Nganga (teclado, piano, baixo)
- Loco Sosa (bateria e percussão)
- Fernanda Kostchak (violino e glockenspiel)
- David Dafré (guitarra, lap steel, clarinete, vocal)

## Discografia

### Discos caseiros
- 2002 - Ready To...
- 2003 - The Noon Moon

### EP's
- 2005 - Before Vallegrand

### Álbuns de estúdio
- Vanguart (2007)
- Boa Parte de Mim Vai Embora (2011) (3.000 cópias vendidas)[29]
- Muito Mais Que O Amor (2013) (3.000 cópias vendidas)
- Beijo Estranho (2017) (2.000 cópias vendidas)
- Vanguart sings Bob Dylan (2019)
- Intervenção Lunar (2021)
- Oceano Rubi (2022)

### Videoclipes
- Cachaça (dir. Paulinho Caruso, 2006)
- Semáforo (dir. Paulinho Caruso, 2008)
- Mi Vida Eres Tu (dir. Ricardo Spencer, 2012)
- Estive (dir. The Wolfpack, 2013)
- Meu Sol (dir. Ricardo Spencer, 2014)
- Eu Sei Onde Você Está (dir. Leo Longo e Diana Boccara, 2015 - parte do projeto Around The World in 80 Music Videos)
- Olha Pra Mim (dir. Raoni Reis e Laerte Kessimos, 2015 - clipe extraído do vídeo Cabo Polonio, Onde As Coisas se Perdem)
- Beijo Estranho (2017)
- Todas as Cores (2018)
- E o meu peito mais aberto que o mar da Bahia (2018)
- Tudo que não for vida (2018)
- Sente (2019)

### Singles
- 2006 - "Semáforo"
- 2007 - "Hey Yo Silver"
- 2012 - "Mi Vida Eres Tu"
- 2012 - "Assum Preto" - 100 Anos de Gonzagão
- 2013 - "Meu Sol"[30]
- 2018 - "Todas As Cores"
- 2019 - "Sente"

### DVD's
- Multishow Registro Vanguart (2009) (10.000 cópias vendidas - CD/DVD)
- Muito Mais Que O Amor Ao Vivo (2016) (2.000 cópias vendidas - DVD)